# 伏魔寺 (北京西城)
伏魔寺，位于北京市西城区北半截胡同27号，是一座汉传佛教寺院，现已无存。

## 简介
伏魔寺位于北京市西城區广安门内大街东口南侧的北半截胡同27号，始建自明朝，1990年代建菜市口大街时拆除。《北京寺庙历史资料》1936年登记资料里记载：“伏魔寺坐落外四区丞相胡同九号，建于明嘉靖三十一年，属私建。不动产土地南至北东面十六丈六尺，西面十三丈九尺，前面东西面积五丈一尺，后院空院南至北三丈七尺，东西四丈，房屋共五十三间……庙内法物有佛偶像两尊，神偶像二十五尊，铁钟两口，铁磬两口，铁香炉一个，铜磬一口，鼓一架，木鱼一个，妙法莲花经两部，金刚经三部，另有石碑两座，古松两颗，井一口。”戊戌变法时期，戊戌六君子之一杨锐曾寓居伏魔寺。